# Полихроно
Полихроно (грч. Πολύχρονο) је насеље (летовалиште) у Грчкој на полуострву Касандра (познатија као „први прст“) на Халкидикију, општина Касандра, округ Халкидики.
Полихроно је познато туристичко одредиште на туристички веома посећеном полуострву Халкидики и једно од најпосећенијих места у Грчкој од стране туриста из Србије.

## Историја
На месту данашњег Полихроно налазио се древни Напуљ, колонија Еретријанаца, која је највероватније основана средином 7. века п н. е. Град је временом био изложен мноштву варварских препада, од којих је последњи био од стране Хуна, који су довели до његовог уништења, 540. године. 
У римско доба изгледа да је Напуљ обновљен у оближњем „Франгоклисиху“ где су откривене римске реликвије.
У 11. веку пољопривредници и сточари су се населили на овом подручју и  саградили село Полихро, које је тако добило име због мноштва цвећа које је цветало на овом простору. 
Током турске окупације Халкидикија Турци су село запалили и потпуно уништили. Касније се мало преосталих становника вратило и од почетка обновило село које је преименовано у Полихроно. Током турске окупације, као и сва остала села на полуострву, било је опорезовано од стране Газанфер Аге, док је административно припадао нахији Каламарија. Током 1821. године становници Полихроноса учествовали су у револуцији која је захватили Халкидики, што је за последицу имало уништење слеа од стране османских трупа. Међу борцима 1821. издвајају се Николаос Јоаноу, Атанасиус Андреас и Ригас Адам.

## Природне одлике
Полихроно на истоку полуострва Касандра, полуострво Халкидики. Место се налази на обали Егејског мора у заливу Сантонија, на око 97 km југоисточно од Солуна (удаљеност путем).

## Становништво
| 1981. | 1991. | 2001. | 2021. |
| ----- | ----- | ----- | ----- |
| 530   | 751   | 1,063 | 1.239 |

## Туризам
Туристима су у Полихрону на располагању бројни ресторани традиционалне али и класичне брзе хране (гирос, сувлаки, пастицио, пице, бурек, палачинке, крофне и бургери). 
Поред великог броја таверни, посластичарница, традиционалних грчких ресторана, постоје и класичних ресторана са рибљим специјалитетима. Ови објекти су углавном размештени у главној улици Полихрона и на шеталишту дуж морске обале.

## Галерија
- Апартмани уз море
- Хотел Фанис у Полихрону
- Црква у Полихрону
- Шеталиште уз море
- Новосаграђени комплекс апартмана уз море
- Једна од улица у Полихрону
- Рибљи ресторан на шеталишту уз море